# Liste der Kulturdenkmale in Quarnbek
In der Liste der Kulturdenkmale in Quarnbek sind alle Kulturdenkmale der schleswig-holsteinischen Gemeinde Quarnbek (Kreis Rendsburg-Eckernförde) und ihrer Ortsteile aufgelistet (Stand: 14. April 2025).
Die Bodendenkmale sind in der Liste der Bodendenkmale in Quarnbek aufgeführt.

## Legende
In den Spalten befinden sich folgende Informationen:
- Objekt-ID: die Nummer des Kulturdenkmales
- Lage: die Adresse des Kulturdenkmales und die geographischen Koordinaten. Kartenansicht, um Koordinaten zu setzen. In der Kartenansicht sind Kulturdenkmale ohne Koordinaten mit einem roten Marker dargestellt und können in der Karte gesetzt werden. Kulturdenkmale ohne Bild sind mit einem blauen Marker gekennzeichnet, Kulturdenkmale mit Bild mit einem grünen Marker.
- Offizielle Bezeichnung: Bezeichnung des Kulturdenkmales
- Beschreibung: die Beschreibung des Kulturdenkmales
- Bild: ein Bild des Kulturdenkmales

## Sachgesamtheiten
| Objekt-ID      | Lage                                                 | Offizielle Bezeichnung          | Beschreibung | Bild                             |
| -------------- | ---------------------------------------------------- | ------------------------------- | --- | -------------------------------- |
| 46788 Wikidata | Am Fährberg 33, 38, 40 (54° 20′ 40″ N, 9° 59′ 16″ O) | Wohnhäuser für Kanalbedienstete | drei Wohngebäude für Bedienstete des Nord-Ostsee-Kanals; Ende 19. Jh.; Wohnhaus für den ersten Fährwärter mit Nebengebäude, beide in Backstein, zwei weitere Doppelwohnhäuser für Fährpersonal mit Putzfassade und dekorativer Backsteingliederung - Begründung: geschichtlich, Kulturlandschaft prägend - Schutzumfang: Kanalbedienstetenwohnhäuser Am Fährberg 33 (mit Nebengebäude), 38, 40 | Fotos hochladen                  |
| 40892 Wikidata | Lindenkamp 22 (54° 19′ 21″ N, 9° 58′ 8″ O)           | Kirche St. Georg & Mauritius    | Aktualisierung vorgesehen - Begründung: geschichtlich, künstlerisch, städtebaulich, Kulturlandschaft prägend - Schutzumfang: Kirche St. Georg & Mauritius mit Ausstattung, Glockenstapel, Kirchhof, Grabmale bis 1870, Feldsteinmauer, Lindenkranz | weitere Fotos \| Fotos hochladen |

## Bauliche Anlagen
| Objekt-ID      | Lage                                              | Offizielle Bezeichnung                       | Beschreibung | Bild                             |
| -------------- | ------------------------------------------------- | -------------------------------------------- | --- | -------------------------------- |
| 1348 Wikidata  | Am Gut 1 (54° 19′ 46″ N, 9° 59′ 6″ O)             | Gut Quarnbek: Torhaus                        | Alteintragung (Aktualisierung vorgesehen) - Begründung: Alteintragung (Aktualisierung vorgesehen) - Schutzumfang: Alteintragung (Aktualisierung vorgesehen) - Denkmaltyp: Bauliche Anlage | weitere Fotos \| Fotos hochladen |
| 9887 Wikidata  | Am Gut 3 (54° 19′ 48″ N, 9° 59′ 12″ O)            | Gut Quarnbek: Altes Herrenhaus               | Alteintragung (Aktualisierung vorgesehen) - Begründung: Alteintragung (Aktualisierung vorgesehen) - Schutzumfang: Alteintragung (Aktualisierung vorgesehen) - Denkmaltyp: Bauliche Anlage | BW                               |
| 7838           | Am Gut 7 (54° 19′ 46″ N, 9° 59′ 27″ O)            | Neues Herrenhaus (Villa)                     | Neues Herrenhaus des Gutes Quarnbek; 1902–04, Architekt Alfred Petersen, Bauherr Oscar Milberg; zwei- bis dreigeschossige repräsentative Landvilla mit reich gegliedertem Baukörper, seitlichem Turm und Walmdach, Putzfassade mit roter Backsteingliederung - Begründung: geschichtlich, Kulturlandschaft prägend - Schutzumfang: gesamtes Objekt - Denkmaltyp: Bauliche Anlage | BW                               |
| 13046 Wikidata | Am Gut (54° 19′ 46″ N, 9° 59′ 5″ O)               | Pflasterstraße vor Gut Quarnbek              | Alteintragung (Aktualisierung vorgesehen) - Begründung: Alteintragung (Aktualisierung vorgesehen) - Schutzumfang: Alteintragung (Aktualisierung vorgesehen) - Denkmaltyp: Bauliche Anlage | Fotos hochladen                  |
| 13047 Wikidata | Am Gut (54° 19′ 46″ N, 9° 59′ 3″ O)               | Steinbogenbrücke über die Melsdorfer Au      | Alteintragung (Aktualisierung vorgesehen) - Begründung: Alteintragung (Aktualisierung vorgesehen) - Schutzumfang: Alteintragung (Aktualisierung vorgesehen) - Denkmaltyp: Bauliche Anlage | BW                               |
| 10767 Wikidata | Am Ringkanal (54° 19′ 17″ N, 9° 58′ 5″ O)         | Achterwehrer Schifffahrtskanal               | Achterwehrer Schifffahrtskanal; Alteintragung (Aktualisierung vorgesehen) - Begründung: Alteintragung (Aktualisierung vorgesehen) - Schutzumfang: Alteintragung (Aktualisierung vorgesehen) - Denkmaltyp: Bauliche Anlage | weitere Fotos \| Fotos hochladen |
| 633 Wikidata   | Lindenkamp 15 – 17 (54° 19′ 22″ N, 9° 58′ 17″ O)  | Mehrfamilienkate                             | ehem. Vierfamilienkate; im Kern 2. Hälfte 18. Jh.; Fachwerkbau mit reetgedecktem Walmdach, Außenfachwerk in Backstein ersetzt - Begründung: geschichtlich, städtebaulich, Kulturlandschaft prägend - Schutzumfang: gesamtes Objekt - Denkmaltyp: Bauliche Anlage | Fotos hochladen                  |
| 7839 Wikidata  | Lindenkamp 20 – 20a (54° 19′ 21″ N, 9° 58′ 11″ O) | ehem. Schulhaus                              | Alteintragung (Aktualisierung vorgesehen) - Begründung: geschichtlich, städtebaulich - Schutzumfang: gesamtes Objekt - Denkmaltyp: Bauliche Anlage | Fotos hochladen                  |
| 4018 Wikidata  | Lindenkamp 22 (54° 19′ 21″ N, 9° 58′ 9″ O)        | Kirche St. Georg & Mauritius mit Ausstattung | Alteintragung (Aktualisierung vorgesehen) - Begründung: geschichtlich, künstlerisch, städtebaulich - Schutzumfang: Kirche St. Georg & Mauritius mit Ausstattung, Glockenstapel - Denkmaltyp: Bauliche Anlage, Sachgesamtheit: Kirche St. Georg & Mauritius | weitere Fotos \| Fotos hochladen |
| 1820 Wikidata  | Schüttenredder 1 (54° 19′ 24″ N, 9° 58′ 17″ O)    | Ehem. Pfarrwitwenhaus                        | Alteintragung (Aktualisierung vorgesehen) - Begründung: Alteintragung (Aktualisierung vorgesehen) - Schutzumfang: Alteintragung (Aktualisierung vorgesehen) - Denkmaltyp: Bauliche Anlage | Fotos hochladen                  |
| 10689 Wikidata | Strohbrück (54° 20′ 26″ N, 9° 58′ 8″ O)           | Schleuse Strohbrück                          | Schleuse Strohbrück; Alteintragung (Aktualisierung vorgesehen) - Begründung: Alteintragung (Aktualisierung vorgesehen) - Schutzumfang: Alteintragung (Aktualisierung vorgesehen) - Denkmaltyp: Bauliche Anlage | Fotos hochladen                  |

## Gründenkmale
| Objekt-ID      | Lage                                       | Offizielle Bezeichnung        | Beschreibung | Bild                             |
| -------------- | ------------------------------------------ | ----------------------------- | --- | -------------------------------- |
| 8100 Wikidata  | Am Gut 7 (54° 19′ 47″ N, 9° 59′ 19″ O)     | Gut Quarnbek: Landschaftspark | Alteintragung (Aktualisierung vorgesehen) - Begründung: geschichtlich, Kulturlandschaft prägend - Schutzumfang: Gut Quarnbek: Landschaftspark, Teich (Tränke) - Denkmaltyp: Gründenkmal | weitere Fotos \| Fotos hochladen |
| 10690 Wikidata | Lindenkamp 22 (54° 19′ 20″ N, 9° 58′ 9″ O) | Kirchhof                      | Alteintragung (Aktualisierung vorgesehen) - Begründung: geschichtlich, Kulturlandschaft prägend - Schutzumfang: Kirchhof, Grabmale bis 1870, Feldsteinmauer, Lindenkranz - Denkmaltyp: Gründenkmal, Sachgesamtheit: Kirche St. Georg & Mauritius                                                              | Fotos hochladen                  |
| 28230 Wikidata | Lindenkamp (54° 19′ 21″ N, 9° 58′ 15″ O)   | Lindenallee                   | Alteintragung (Aktualisierung vorgesehen) - Begründung: geschichtlich, Kulturlandschaft prägend - Schutzumfang: gesamtes Objekt - Denkmaltyp: Gründenkmal | Fotos hochladen                  |
| 13662 Wikidata | Lindenkamp (54° 19′ 24″ N, 9° 58′ 25″ O)   | Friedhof                      | Alteintragung (Aktualisierung vorgesehen) - Begründung: geschichtlich, künstlerisch, Kulturlandschaft prägend - Schutzumfang: Friedhof, Lindenkranz des Friedhofes, Feldsteinmauer am Friedhof, Friedhofstor, sog. Kapellchen, Grabstelle Pastor Düncker, Ehrenmal Erster Weltkrieg - Denkmaltyp: Gründenkmal | Fotos hochladen                  |

## Quelle
- Liste der Kulturdenkmale in Schleswig-Holstein – Kreis Rendsburg-Eckernförde

- Karte mit allen Koordinaten:
- OSM |
- WikiMap